# Aymara-papagáj
Az Aymara-papagáj (Psilopsiagon panychlora) a madarak osztályának papagájalakúak (Psittaciformes) rendjébe a papagájfélék (Psittacidae) családjába és az araformák (Arinae) alcsaládjába tartozó faj.

## Rendszerezése
A fajt Alcide d’Orbigny francia természettudós írta le 1839-ben, az Arara nembe Arara aymara néven. Sorolták a Bolborhynchus nembe Bolborhynchus aymara néven is. Egyes szervezetek még a jákópapagáj-formák (Psittacinae) alcsaládjába sorolják.

## Előfordulás
Dél-Amerikában, Argentína és Bolívia területén honos. Természetes élőhelyei a szubtrópusi vagy trópusi magaslati cserjések, valamint szántóföldek és legelők. Magassági vonuló.

## Megjelenése
Átlagos testhossza 20 centiméter, testtömege 45-62 gramm.

## Természetvédelmi helyzete
Az elterjedési területe nagyon nagy, egyedszáma pedig stabil. A Természetvédelmi Világszövetség Vörös listáján nem fenyegetett fajként szerepel.